# Cleveland Browns 2000
La stagione 2000 dei Cleveland Browns è stata la 48ª della franchigia nella National Football League. La squadra concluse con un record di 3-13, ultima nella propria division per il secondo anno consecutivo.

## Roster
| Roster dei Cleveland Browns nel 2000 |
| --- |
| Quarterback - 10 Tony Graziani - 18 Doug Pederson - 16 Kevin Thompson Running Back - 44 Marc Edwards FB - 34 Chris Floyd - 41 Travis Prentice - 30 Jamel White Wide Receiver - 89 Bobby Brown - 84 Darrin Chiaverini - 87 Damon Dunn - 81 Lenzie Jackson - 85 Kevin Johnson - 86 Dennis Northcutt - 82 David Patten Tight End - 83 Mark Campbell - 80 Aaron Shea Offensive Linemen - 63 Brad Bedell G - 74 James Brown T - 65 Jim Bundren G - 69 Roger Chanoine T - 79 Noel LaMontagne T/G - 61 Everett Lindsay T/G - 72 Roman Oben T - 60 Shaun O'Hara C - 64 Dave Wohlabaugh C - 75 Steve Zahursky G/T Defensive Linemen - 92 Courtney Brown DE - 93 Stalin Colinet DE/DT - 73 Darius Holland DT - 97 Ryan Kuehl DT/LS - 90 Keith McKenzie DE - 98 Arnold Miller DE - 78 Tyrone Rogers DE - 99 Orpheus Roye DT/DE - 91 Marcus Spriggs DT - 96 Mike Thompson DT Linebacker - 53 Rahim Abdullah - 54 Chester Burnett - 59 Doug Colman - 56 Lenoy Jones - 95 Jamir Miller - 55 Marty Moore - 58 Wali Rainer - 40 Tarek Saleh Defensive Back - 28 Rashidi Barnes CB - 27 Lamar Chapman CB - 43 Percy Ellsworth FS - 22 Todd Franz FS - 24 Corey Fuller CB - 31 Raymond Jackson SS - 20 Earl Little SS - 26 Anthony Malbrough CB - 33 Daylon McCutcheon CB - 25 Lewis Sanders CB - 21 Marquis Smith CB Special Team - 4 Phil Dawson K - 17 Chris Gardocki P Lista delle riserve - 94 Derrick Alexander DE (IR) - 2 Tim Couch QB (IR) - 11 Ty Detmer QB (IR) - 88 JaJuan Dawson WR (IR) - 34 Madre Hill RB (IR) - 71 Jim Pyne G (IR) - 23 Errict Rhett RB (IR) - 30 Nick Sudano RB (IR) - 51 Ryan Taylor LB (IR) - 13 Spergon Wynn QB (IR) Squadra di allenamento - 49 Kyle Allamon TE |
| Legenda - I rookie sono in corsivo. - Il primo ruolo è il principale mentre gli eventuali successivi indicano i ruoli secondari. - (IR) sta per Injured Reserve ed indica la lista ristretta per un solo giocatore infortunato che può tornare ad allenarsi dopo la settimana 6 e a rientrare in prima squadra dopo che questa ha giocato 8 partite. - (NF-Inj.) / (NF-Ill.) stanno rispettivamente per Non-Football Injured e Non-Football Illness ed indicano le liste dove viene inserito un giocatore che ha un infortunio o una malattia non dipendente dal football americano. - (PUP) sta per Physically Unable to Perform ed indica la lista dove viene inserito un giocatore mentre è in attesa di recuperare la condizione fisica. Nella stagione regolare dopo la sesta partita giocata dalla propria squadra, il giocatore ha tempo tre settimane per riprendere ad allenarsi, più tre settimane aggiuntive dal suo rientro agli allenamenti per rientrare in prima squadra. |

## Calendario
| Stagione regolare |                    |                         |                    |                    |                             |                    |                    |
| Turno             | Data               | Avversario              | Risultato          | Record             | Stadio                      | Pubblico           | Sintesi            |
| 1                 | 3 settembre        | Jacksonville Jaguars    | S 7–27             | 0–1                | Cleveland Browns Stadium    | 72,418             | Recap              |
| 2                 | 10 settembre       | at Cincinnati Bengals   | V 24–7             | 1–1                | Paul Brown Stadium          | 64,006             | Recap              |
| 3                 | 17 settembre       | Pittsburgh Steelers     | V 23–20            | 2–1                | Cleveland Browns Stadium    | 73,018             | Recap              |
| 4                 | 24 settembre       | at Oakland Raiders      | S 10–36            | 2–2                | Network Associates Coliseum | 45,702             | Recap              |
| 5                 | 1 ottobre          | Baltimore Ravens        | S 0–12             | 2–3                | Cleveland Browns Stadium    | 73,018             | Recap              |
| 6                 | 8 ottobre          | at Arizona Cardinals    | S 21–29            | 2–4                | Sun Devil Stadium           | 39,148             | Recap              |
| 7                 | 15 ottobre         | at Denver Broncos       | S 10–44            | 2–5                | Mile High Stadium           | 75,811             | Recap              |
| 8                 | 22 ottobre         | at Pittsburgh Steelers  | S 0–22             | 2–6                | Three Rivers Stadium        | 57,659             | Recap              |
| 9                 | 29 ottobre         | Cincinnati Bengals      | S 3–12             | 2–7                | Cleveland Browns Stadium    | 73,118             | Recap              |
| 10                | 5 novembre         | New York Giants         | S 3–24             | 2–8                | Cleveland Browns Stadium    | 72,718             | Recap              |
| 11                | 12 novembre        | New England Patriots    | V 19–11            | 3–8                | Cleveland Browns Stadium    | 72,618             | Recap              |
| 12                | 19 novembre        | at Tennessee Titans     | S 10–24            | 3–9                | Adelphia Coliseum           | 68,498             | Recap              |
| 13                | 26 novembre        | at Baltimore Ravens     | S 7–44             | 3–10               | PSINet Stadium              | 68,361             | Recap              |
| 14                | 3 dicembre         | at Jacksonville Jaguars | S 0–48             | 3–11               | Alltel Stadium              | 51,262             | Recap              |
| 15                | 10 dicembre        | Philadelphia Eagles     | S 24–35            | 3–12               | Cleveland Browns Stadium    | 72,318             | Recap              |
| 16                | 17 dicembre        | Tennessee Titans        | S 0–24             | 3–13               | Cleveland Browns Stadium    | 72,318             | Recap              |
| 17                | Settimana di pausa | Settimana di pausa      | Settimana di pausa | Settimana di pausa | Settimana di pausa          | Settimana di pausa | Settimana di pausa |

Note: gli avversari della propria division sono in grassetto.

## Classifiche
| AFC Central          |    |    |   |      |     |     |     |
|                      | V  | S  | P | %    | PF  | PS  | STR |
| (1) Tennessee Titans | 13 | 3  | 0 | .813 | 346 | 191 | V4  |
| (4) Baltimore Ravens | 12 | 4  | 0 | .750 | 333 | 165 | V7  |
| Pittsburgh Steelers  | 9  | 7  | 0 | .563 | 321 | 255 | V2  |
| Jacksonville Jaguars | 7  | 9  | 0 | .438 | 367 | 327 | S2  |
| Cincinnati Bengals   | 4  | 12 | 0 | .250 | 185 | 359 | S1  |
| Cleveland Browns     | 3  | 13 | 0 | .188 | 161 | 419 | S5  |